# Adèle Daminois
Adèle Daminois (Clermont, 21 de dezembro de 1789 — Paris, 5 de março de 1876) foi uma romancista e dramaturga francesa.